# Sallingsund
Sallingsund é um município da Dinamarca, localizado na região noroeste, no condado de Viborg.
O município tem uma área de 99,46 km² e uma  população de 6 119 habitantes, segundo o censo de 2004.